# SBUL
SBUL ist eine Startklasse für Sportler im paralympischen Wintersport für Sportler im Para-Snowboarding. Die Zugehörigkeit von Sportlern zur Startklasse ist wie folgt skizziert:
Snowboarder der Klasse SBUL haben deutliche Schwierigkeiten beim Balancieren des Snowboards aufgrund von Beeinträchtigungen in den oberen Extremitäten. Eines der folgenden Minimumkriterien muss erfüllt sein:
- starke Beeinträchtigung in einem oder zwei Armen, zum Beispiel durch ein- oder beidseitige Amputationen im oder oberhalb des Handgelenks - oder
- kompletter Verlust der Muskelkraft und der Beweglichkeit in mindestens einem Arm - oder
- deutliche, kombinierte Beeinträchtigung in ein oder zwei Armen, zum Beispiel Spastik in zwei Armen.

Es gilt:
- bei kombinierten Beeinträchtigungen von Armen und Beinen wird dort eingestuft, wo die Beeinträchtigungen stärker sind.